# Thyroscyphus scorpioides
Thyroscyphus scorpioides är en nässeldjursart som beskrevs av Vervoort 1993. Thyroscyphus scorpioides ingår i släktet Thyroscyphus och familjen Thyroscyphidae. Inga underarter finns listade i Catalogue of Life.